# Відьмине зілля звичайне
Відьмине зілля звичайне, цирцея звичайна (Circaea lutetiana) — вид трав'янистих рослин родини онагрові (Onagraceae), поширений на заході Північної Африки, у Європі й Азії.

## Опис
Багаторічна рослина 25–70 см. Стебла прості або тільки вгорі злегка розгалужені, біля основи іноді голі, вище, як і черешки листків, б.-м. густо відхилено-м'яко-волосисті. Листки яйцеподібні або яйцеподібно-ланцетні, 3–10.5(12.5) см завдовжки, довго загострені, на краю розставлено-дрібнозубчасті, біля основи округлі або б.-м. серцеподібні, їхні черешки не крилаті, зверху борознисті, 1–5 см завдовжки. Квітки без приквітків. Пелюстки рожеві, рідше білі, 2.5–3(4) см завдовжки, глибоко-2-роздільні, до основи клиноподібно звужені. Плоди з майже рівними гніздами. 

## Поширення
Поширений на заході Північної Африки, у Європі й Азії.
В Україні вид зростає в тінистих листяних, іноді також хвойних лісах — в лісових районах, Лісостепу звичайний, в горах Криму.

## Галерея

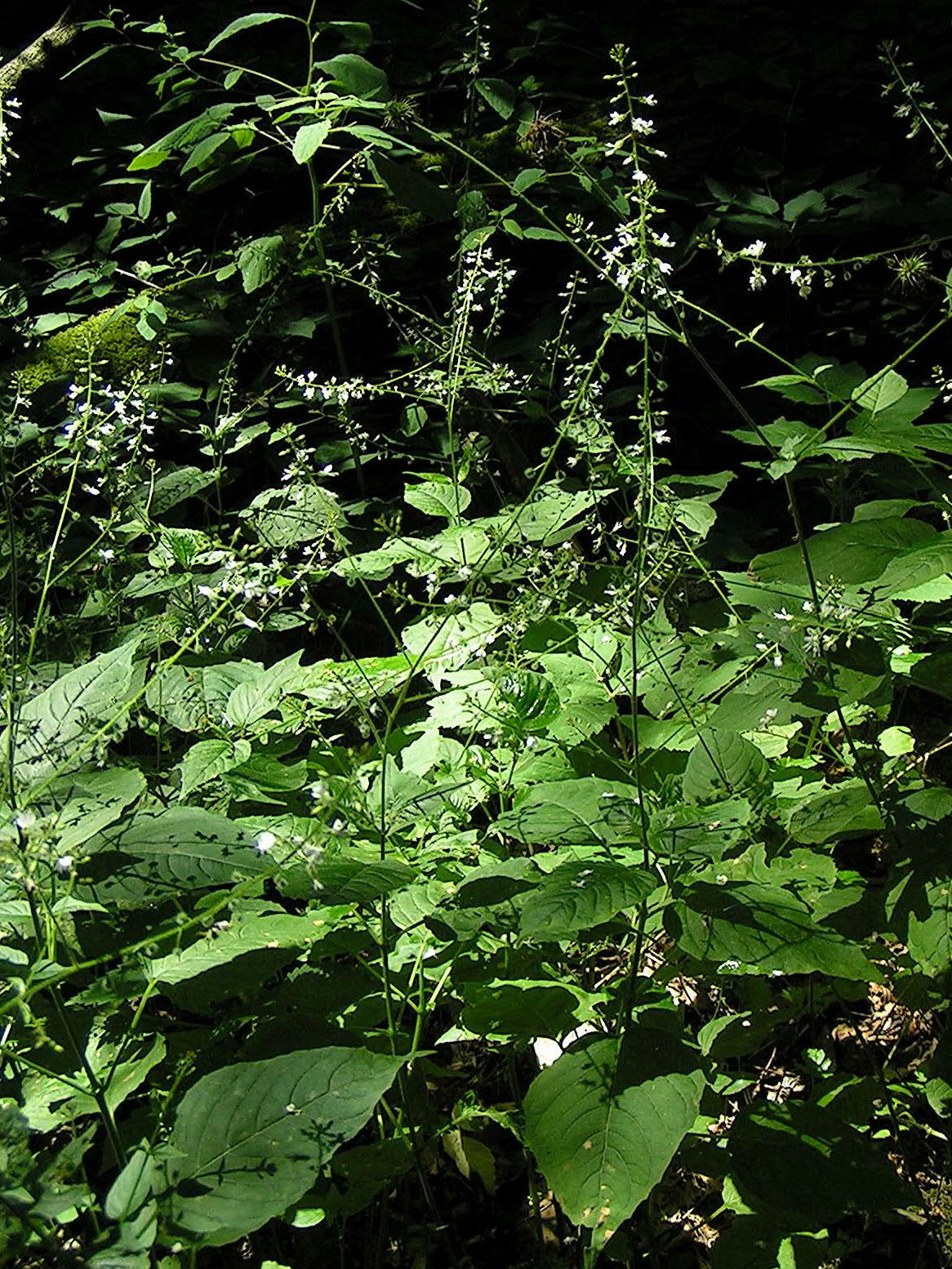
рослини
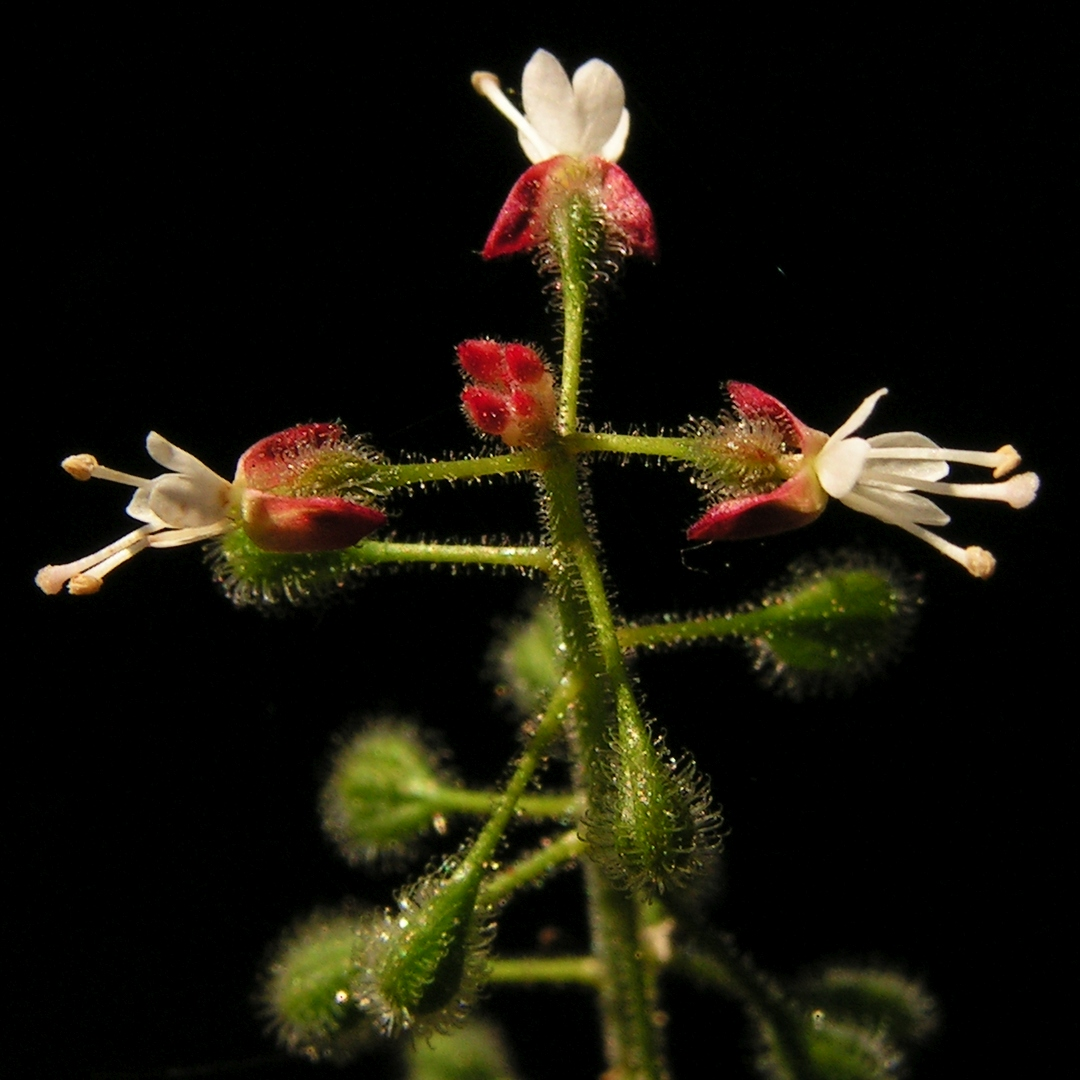
суцвіття з квітами в деталях
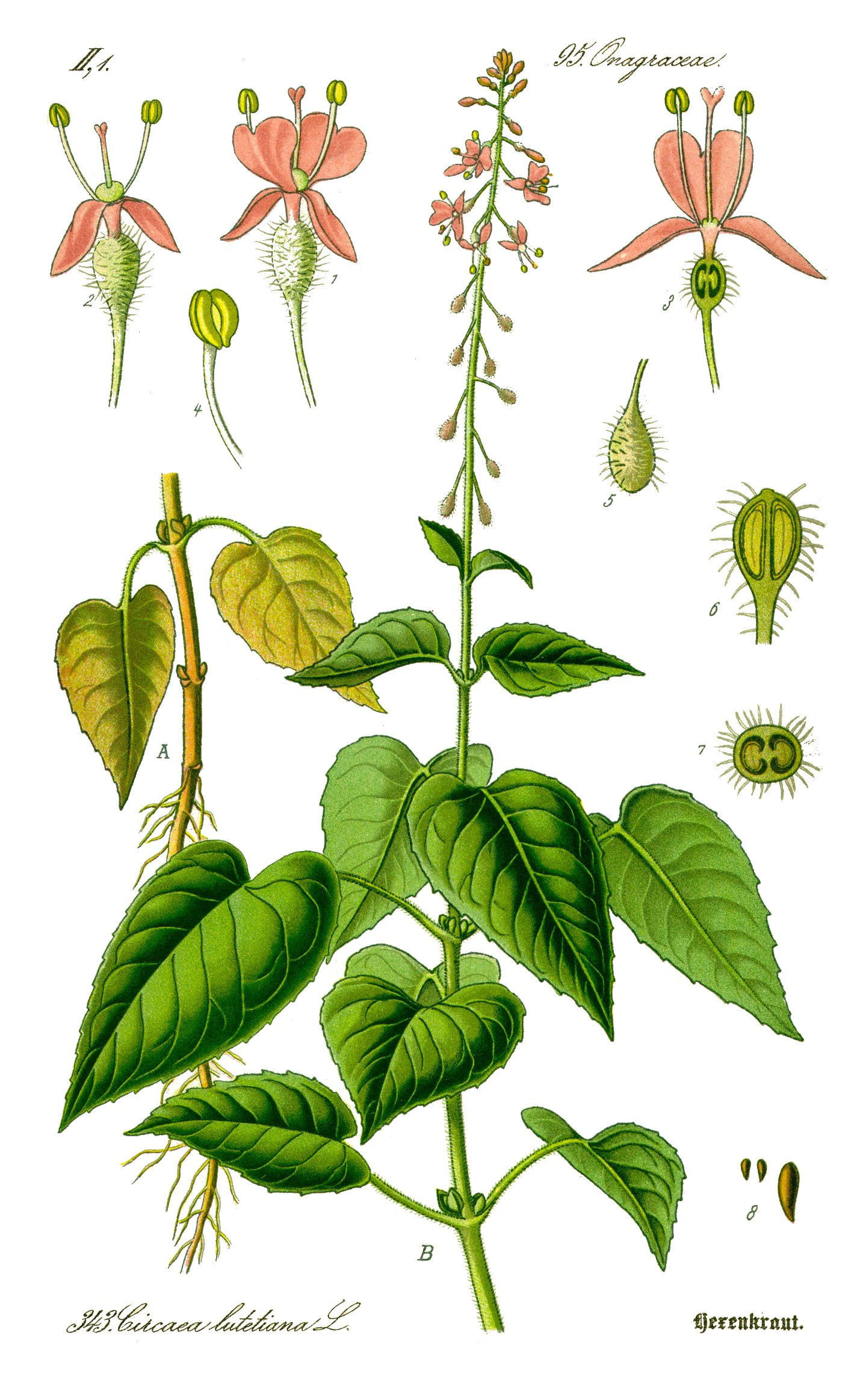
ілюстрація